# CMS-Elektrode
Die Corrosion-Monitoring-System-Elektrode (kurz CMS-Elektrode) ist eine Silber-Silberchlorid-Elektrode und gehört damit zu den Elektroden zweiter Art. Sie wird in Form langer Drähte verarbeitet und beispielsweise eingesetzt zur Messung der Korrosion und auch der Korrosionsgefährdung der Stahlbewehrung in Stahlbeton  bzw. bei Litzen- oder Stabstahl in Ankern bei verschiedenen Bauwerken.

CMS-Elektrode

## Aufbau

Messsystem mit der CMS-Elektrode

Funktion: oben Elektrode, unten Stahlbewehrung

Bei diesem Elektrodentyp handelt es sich um einen mit Silberchlorid beschichteten Silberdraht, der mit einem Geflecht umwickelt ist. Die Elektrode wird in Beton bzw. Zementmörtel nahe der Stahlbewehrung verlegt. Die Poren des Zementleims bzw. Betons sind mit Wasser gefüllt, welches als Elektrolytlösung funktioniert. Dadurch ist ein minimaler Ionenfluss gewährleistet, der ausreicht, um das Redox-Gleichgewicht an der Elektrodenoberfläche einzustellen. Das Messgerät bzw. der Referenzelektroden-Eingang eines Potentiostaten ist sehr hochohmig, sodass hier keine nennenswerten Ströme zustande kommen.

## Anwendungen
In der praktischen Anwendung werden CMS-Elektroden beispielsweise zur Messung der Korrosion und auch Korrosionsgefährdung von Stahl im Beton bzw. Zementleim verwendet.

CMS-Elektrode bei der Confederation Bridge in Kanada

CMS-Elektroden werden im Brückenbau verwendet, um dort die Korrosion der Bauteile zu überwachen, die mit Streusalz sehr stark beansprucht werden. Falls Korrosion entdeckt wird, kann mit einem kathodischen Korrosionsschutz eine weitere Ausbreitung der Korrosion verhindert werden.

Stabanker mit CMS-Elektrode

Bei Ankern in der Geotechnik werden CMS-Elektroden seit 1995 erfolgreich eingesetzt. Das ruhende System der Anker kann durch zwei Vorkommnisse gestört werden: Verschiebungen des Untergrundes oder Korrosion des Ankers.
Die Beanspruchung der Anker ändert sich bei einer Verschiebung des Geländes, und es muss geprüft werden, ob hier Kräfte im zugelassenen Bereich auftreten oder nicht. Dies kann mittels Beobachtung und Vermessung der Bauteile, an denen die Anker fixiert sind, sowie durch eine Kraftmessung kontrolliert werden.
Bei Auftreten von Korrosion bei Ankern kommt es zu einer Verringerung des Stahlquerschnittes, womit die erforderliche Sicherheit verloren geht und schließlich zum Bruch des Ankers führt. Mit einer CMS-Elektrode ist diese Korrosion entlang des gesamten Ankers einfach zu überprüfen; Gegenmaßnahmen können frühzeitig ergriffen werden.
Es zeigt sich, dass in der Praxis nur die wiederkehrende Korrosionsmessung bei Ankern durchgeführt werden soll. Damit hat man mit einer günstigen Kontrolle das Gesamtsystem Anker-Bauwerk bezüglich der Erhaltung eines Bauwerkes im Griff. Es sind bereits einige hundert Anker mit der CMS-Elektrode ausgerüstet und werden seit 1993 erfolgreich überwacht. Einsatzländer sind Österreich, Deutschland, Schweiz, USA und Kanada.